# Comissão Hirsch

A Comissão Hirsch foi a segunda Comissão da Comunidade Europeia da Energia Atómica (Euratom), de 1959 a 1962. O seu presidente foi o francês Étienne Hirsch. Houve ainda uma terceira Comissão, antes de a Euratom ter sido integrada, pelo Tratado de Fusão, na Comunidade Europeia do Carvão e do Aço e na Comunidade Económica Europeia, em 1967, e assim constituir a Comunidade Europeia.
Foi sob o seu mandato que o regulamento interno da Comissão foi votado.